# Estoa norte (Aso)
La Estoa norte es el nombre moderno de una antigua estoa, o pórtico, de la ciudad de Aso en Tróade, en Asia Menor, en la actual Turquía. Estaba situada, como su nombre indica, en el lado norte del ágora de la ciudad.

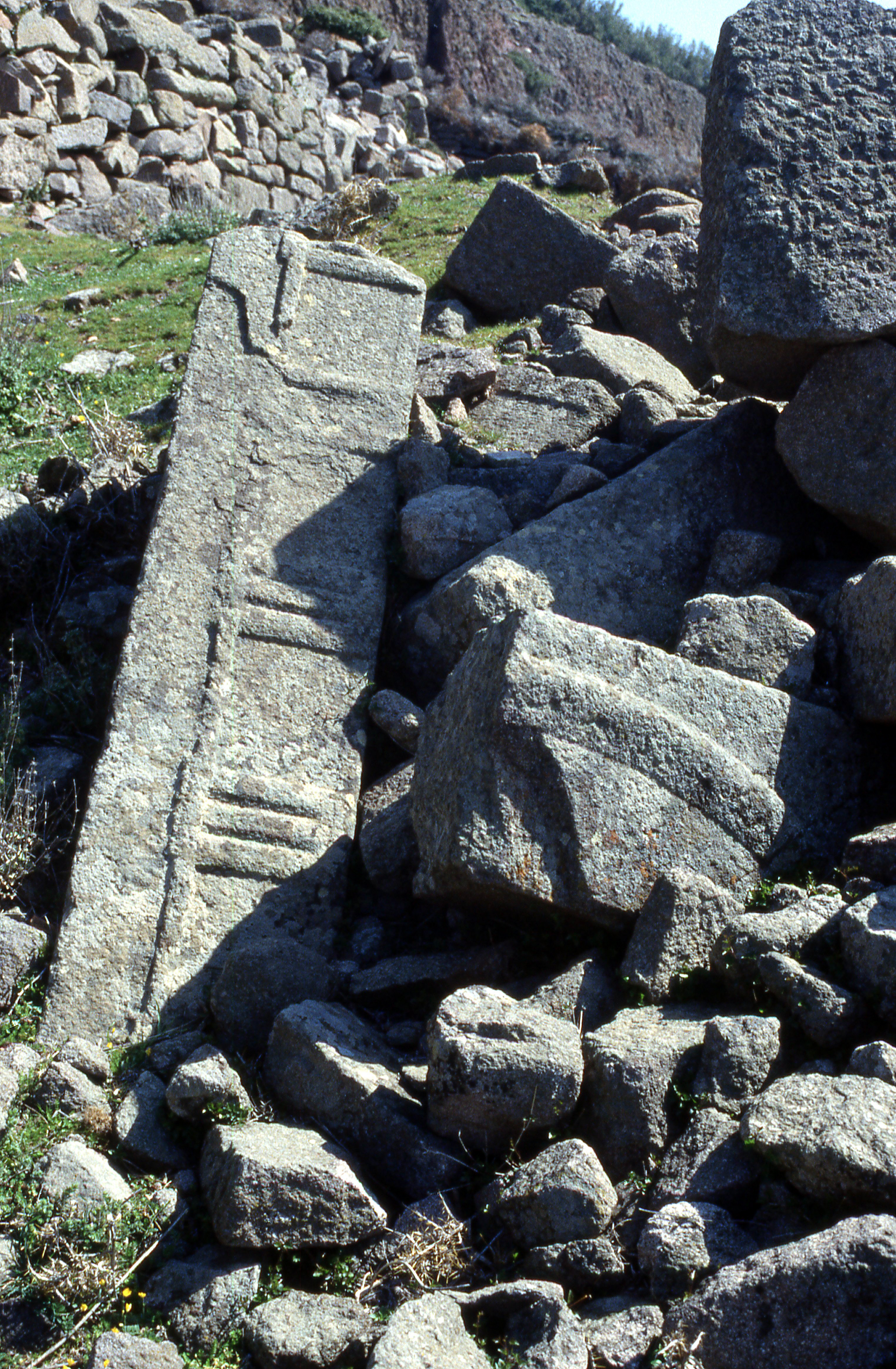
Fragmentos de la estoa.

Fue construida en el período helenístico y data de alrededor del 300-100 a. C. Era estilo dórico. Medía unos 111,5 m de largo, 12,4 m de ancho y 11,3 m de alto en la fachada. Estaba orientada al sur, hacia el ágora. El muro norte estaba adosado a la ladera de la colina de la ciudad.
En la fachada de la planta baja del edificio, en el lado del ágora, había 37 columnas. En la fachada superior había semipilares dobles. Una fila central de columnas dividía cada planta en dos tramos. En el piso inferior había 20 columnas sin acanaladuras Al este de la estoa se encontraba el Buleuterio.